# Leave You Alone
Leave You Alone este primul cântec realizat vreodată pentru grupul muzical Girlicious.

## Istorie
Cântecul a fost asculta în premieră în cadrul emisiunii Pussycat Dolls Present: Girlicious. Cântecul a fost înregistrat de șapte competitoare (Jenna, Carrie și Charlye împreună cu câștigătoarele Tiffanie, Chrystina, Natalie și Nichole), cântecul fiind o provocare, oferindu-i lui Tiffanie imunitate. De asemenea, videoclipul a fost o altă șasă de a primii imunitate, de această dată câștigând  Charlye. Piesa nu a apărut pe primul album de studio al grupului.

## Videoclipul
Videoclipul a fost filmat la sfârșitul verii anului 2007, în acesta făcându-și apariția Carrie și Charlye și, bineînțeles, câștigătoarele Tiffanie, Chrystina, Natalie și Nichole.